# Anoplocheilus namibicus
Anoplocheilus namibicus är en skalbaggsart som beskrevs av Wessel Marais och Holm 1989. Anoplocheilus namibicus ingår i släktet Anoplocheilus och familjen Cetoniidae. Inga underarter finns listade i Catalogue of Life.